# Чаке-Чаке
Чаке-Чаке (суахили Chake-Chake) — основной город на острове Пемба.
Население — 52047 человек (2022). Большинство жителей исповедуют ислам.
Чаке-Чаке расположен на низменности на западном побережье на берегу одноимённого залива. Город исторически является столицей острова Пемба и резиденцией суда Пембы. Единственный аэропорт Пембы находится в 7 км к юго-востоку. Руины Мкама-Ндуме находятся недалеко от аэропорта в деревне Пуджини.
Климат Чаке-Чаке — влажный экваториально-тропический, схожий с климатом Унгуджа, но несколько мягче. Среднегодовая температура — 25,5 °C, среднегодовой количество осадков — 1364 мм.

## Галерея

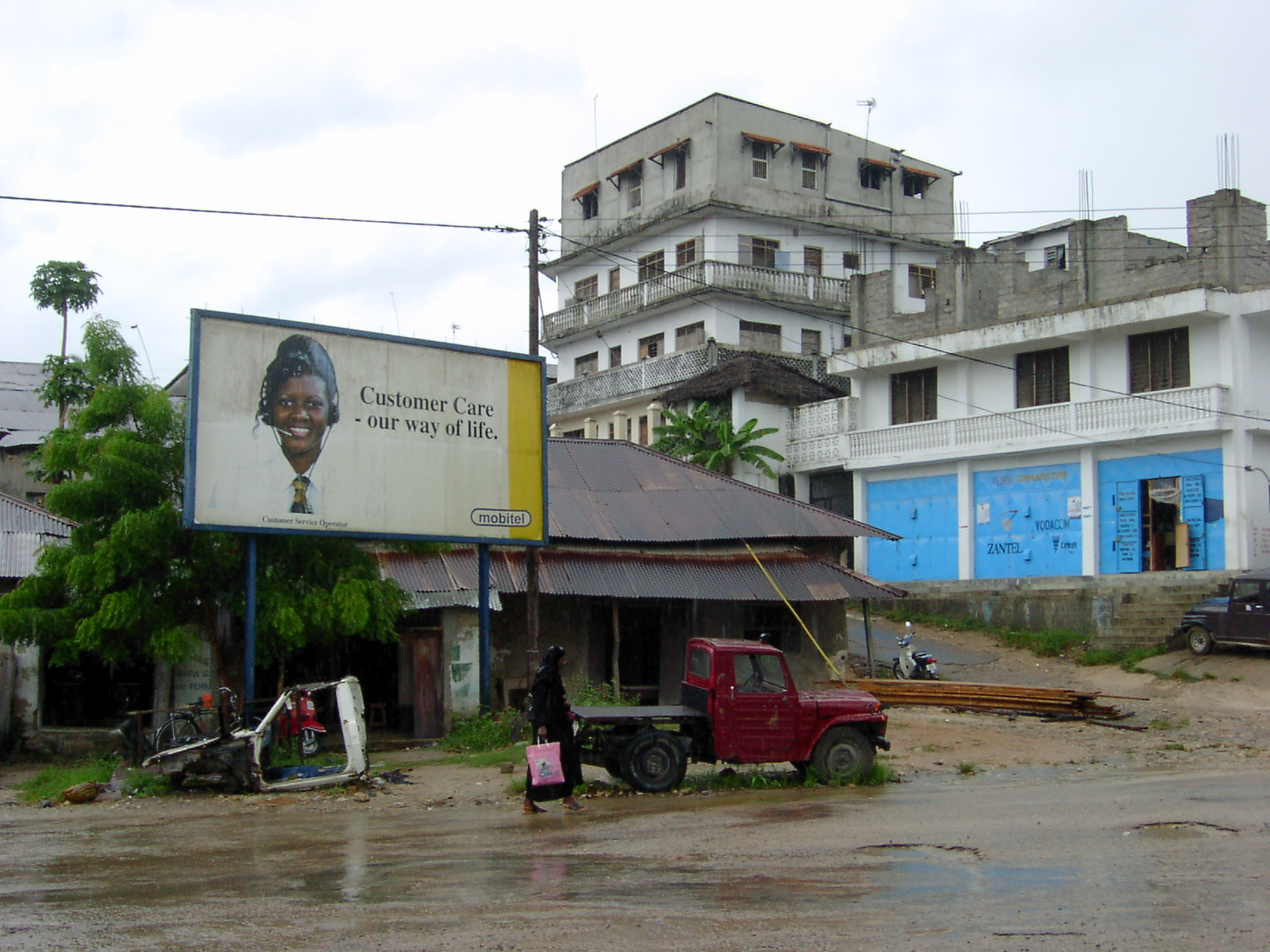
Чаке-Чаке в дождливый день
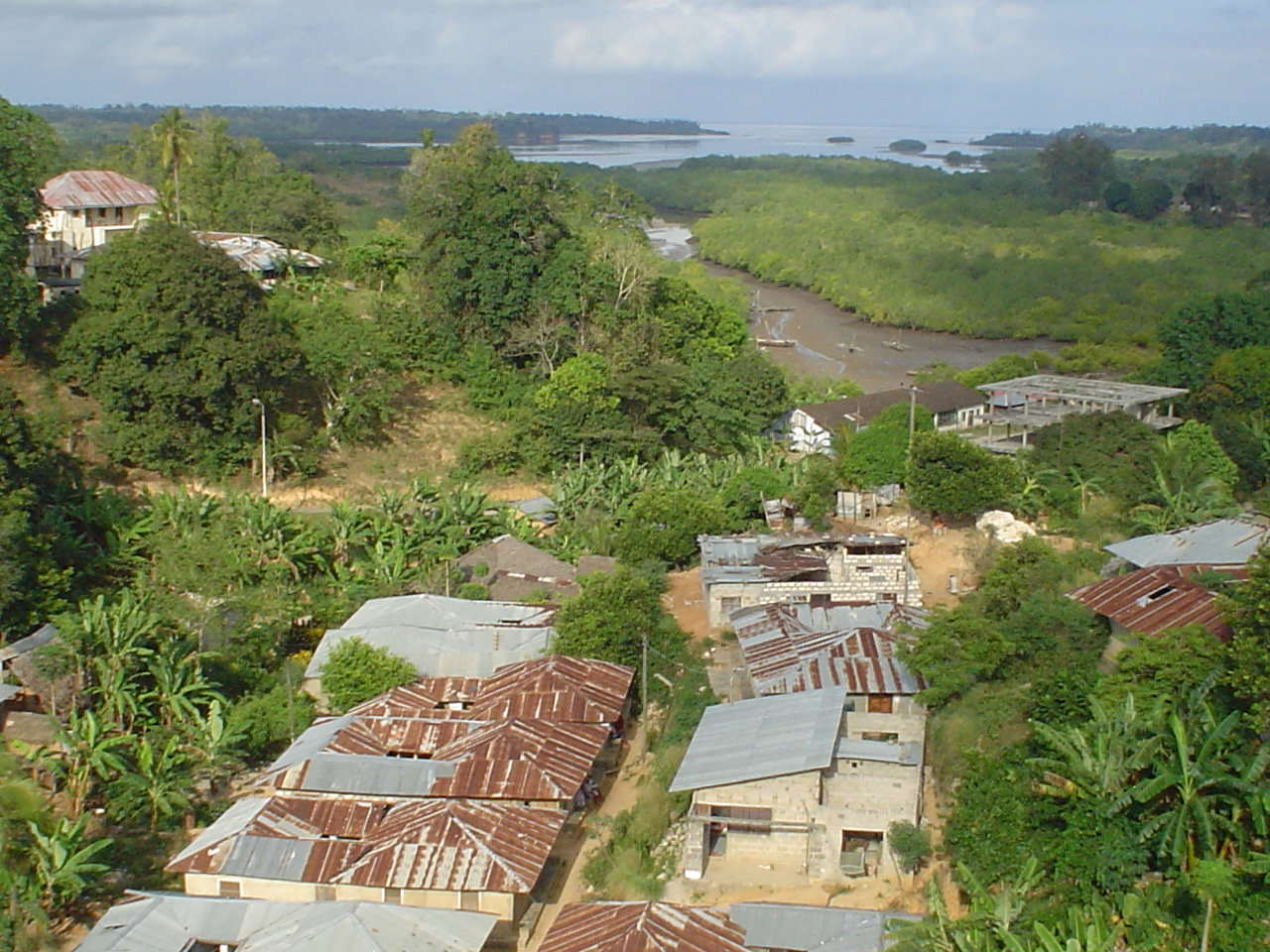
Мангры на побережье залива
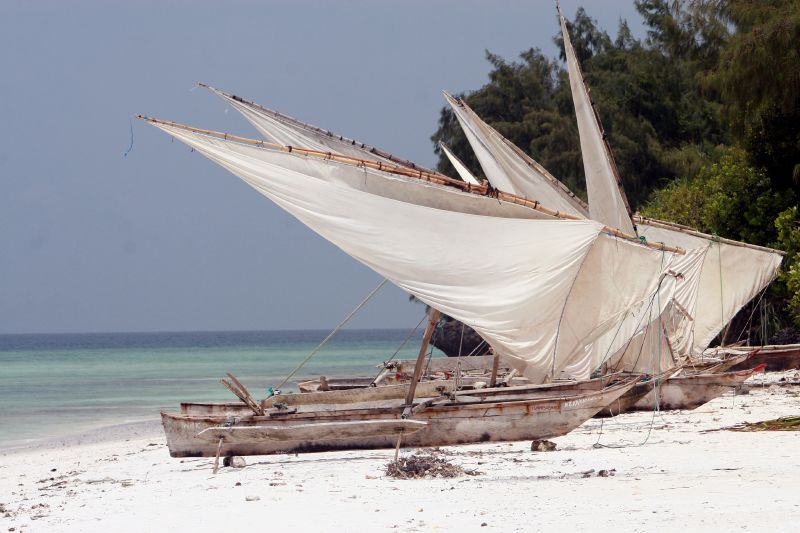
Дхоу на пляже Чаке-Чаке
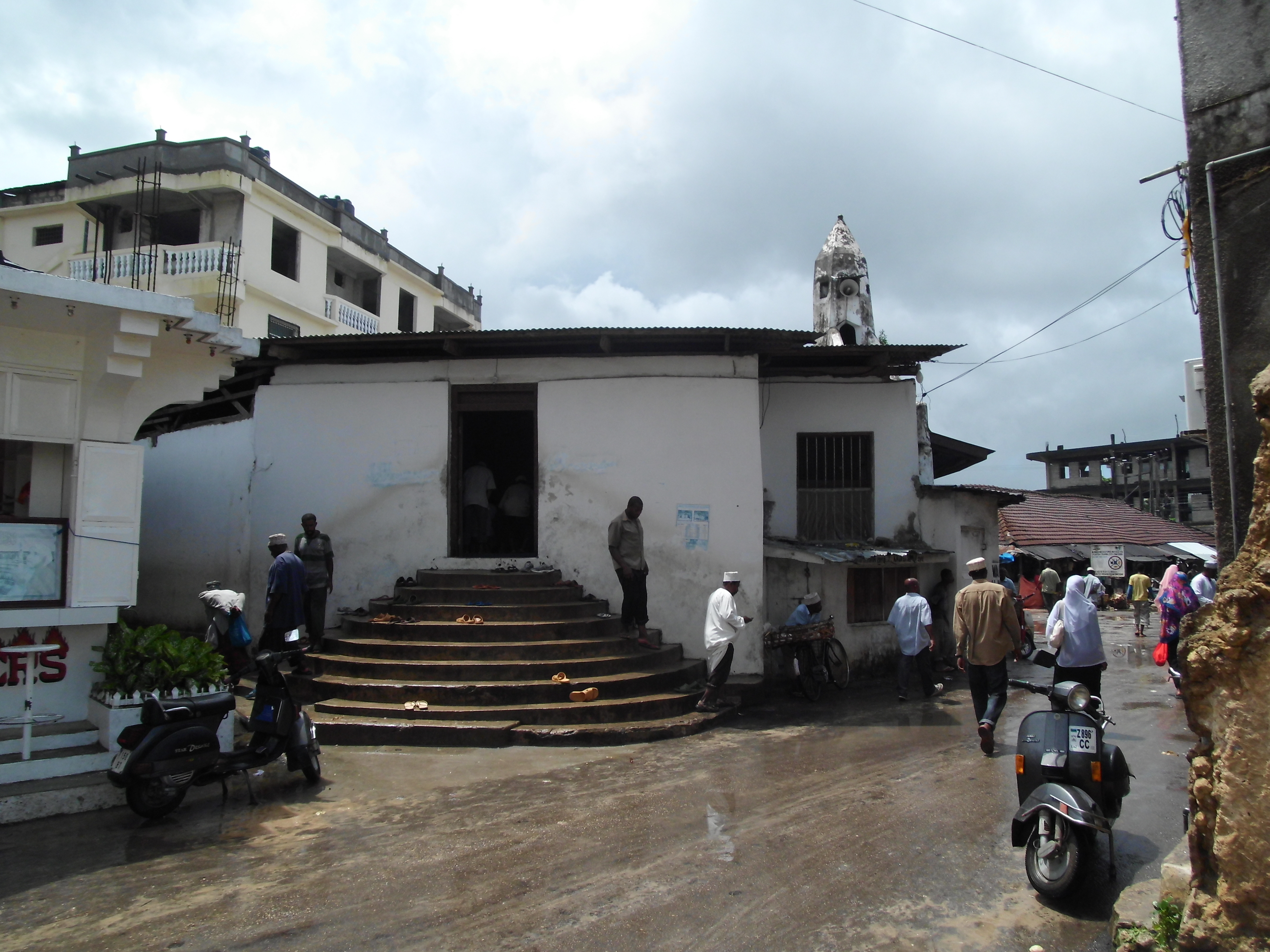
Старая мечеть